# Zonneradius
| Waarden van {\displaystyle 1\,R_{\odot }} | eenheid    |
| ----------------------------------------- | ---------- |
| 6,955 × 108                               | meters     |
| 695 500                                   | kilometers |
| 0,004 652                                 | AE         |
| 432 450                                   | mijl       |

In de astronomie is de zonneradius een lengte-eenheid waarmee je de grootte van sterren kan uitdrukken. Het is gelijk aan de huidige straal van de zon. De waarde is:
{\displaystyle 1\,R_{\odot }=6{,}955\times 10^{8}\,{\hbox{m}}=0{,}004\,652} {\displaystyle {\hbox{AE}}}.
De zonneradius is ongeveer 695 500 kilometer of ongeveer 110 keer de straal van de Aarde of 10 keer de gemiddelde straal van Jupiter. De radius varieert enigszins van de pool naar de evenaar. Dat komt door de rotatie van de zon.